# Dieter Quester
Dieter Quester (30. května 1939, Vídeň) je bývalý rakouský automobilový závodník, účastník mistrovství světa Formule 1.

## Závodní kariéra ve F1
Dieter Quster je závodník, který se objevil snad ve všech kategoriích motoristického sportu, včetně jízdy na motorových člunech, kde překonal několik rekordů. Od mládí jezdil motocyklové závody, plochou dráhu na ledě, dělal kaskadérské kousky s automobily, létal, lyžoval, zkusil jízdu na bobech a mnoho dalších disciplín. Automobilový sport nemohl tedy zůstat stranou a tak jeho začátky vedly ke spideru Porsche, který zakoupil od Jochena Rindta. Po účinkování u značek Porsche, Abarth a Alfa Romeo se stal továrním jezdcem u BMW. Pokračoval u Marchu a nakonec jako jezdec týmu Surtees vstoupil do F2 a F1.
Dieter do F1 nakoukl již v roce 1971, když měl startovat v týmu Surtees na Nürbugringu a Zeltwegu. Jeho vůz byl připraven, ale sponzor na něho nějak zapomněl, a tak si Surtees jako náhradu vybral dalšího rakouského jezdce dr. Helmuta Marka, s kterým se ale nepohodl. Nakonec se dr. Marko nedokázal kvalifikovat na McLarenu, stejně tak jako se stejným vozem i Jo Bonnier. U Questera se v kolonce startů objevilo "not present" a startovní číslo 26 tentokrát neodstartovalo.
Druhá šance přišla až v roce 1974, na domácí Velké ceně. Ve třiceti pěti letech se tak konečně dočkal v týmu Memphis International Team Surtees na voze Surtees T16 se startovním číslem 30. Dokončil na devátém místě s vynechávajícím vstřikováním paliva.

## Vítězství
- v F1 žádného nedosáhl

## Formule 1
- 1974 bez bodů

## Nejlepší umístění na mistrovství světa F1
- (9) Grand Prix Rakouska 1974